# Lee Probert
Lee William Probert (South Gloucestershire, 13 augustus 1972) is een Engels voormalig voetbalscheidsrechter. Hij was in dienst van FIFA en UEFA tussen 2011 en 2015. Ook leidde hij tussen 2007 en 2018 wedstrijden in de Premier League.
Op 13 januari 2007 leidde Probert zijn eerste wedstrijd in de Engelse eerste divisie. De wedstrijd tussen Sheffield United en Portsmouth eindigde in een 1–1 gelijkspel. Hij gaf in dit duel twee gele kaarten. Drie jaar later, op 22 juli 2010, floot de scheidsrechter zijn eerste wedstrijd in Europees verband. In de voorrondes van de UEFA Europa League was Olympiakos met 6–1 te sterk voor KS Besa. Probert gaf in dit duel viermaal een gele kaart aan een speler. Zijn eerste interland leidde hij op 10 augustus 2011, toen Turkije met 3–0 te sterk was voor Estland.
In het seizoen 2013/14 floot Probert de finale van de FA Cup tussen Arsenal en Hull City. De finale werd na een achterstand in de verlenging door Arsenal gewonnen, met 3–2.

## Interlands
| Datum            | Plaats                      | Wedstrijd             | Uitslag | Competitie           | Kreeg geel | Kreeg voor de tweede keer geel en dus rood | Weggestuurd |
| ---------------- | --------------------------- | --------------------- | ------- | -------------------- | ---------- | ------------------------------------------ | ----------- |
| 10 augustus 2011 | Istanboel, Turkije          | Turkije – Estland     | 3 – 0   | Vriendschappelijk    | 0          | 0                                          | 0           |
| 2 september 2011 | Bakoe, Azerbeidzjan         | Azerbeidzjan – België | 1 – 1   | EK 2012-kwalificatie | 6          | 0                                          | 0           |
| 1 juni 2012      | Praag, Tsjechië             | Tsjechië – Hongarije  | 1 – 2   | Vriendschappelijk    | 3          | 0                                          | 0           |
| 5 maart 2014     | Londen, Verenigd Koninkrijk | Australië – Ecuador   | 3 – 4   | Vriendschappelijk    | 1          | 0                                          | 1           |
| 28 mei 2014      | Londen, Verenigd Koninkrijk | Schotland – Nigeria   | 2 – 2   | Vriendschappelijk    | 1          | 0                                          | 0           |